# ويليام وارد (فنان)
ويليام وارد (بالإنجليزية: William Ward)‏ (و. 1766 – 1826 م) هو فنان، ومصمم جرافيك من مملكة بريطانيا العظمى، والمملكة المتحدة لبريطانيا العظمى وأيرلندا، ولد في لندن الكبرى، كان عضوًا في الأكاديمية الملكية للفنون، توفي في لندن الكبرى، عن عمر يناهز 60 عاماً.